# Royal Geographical Society

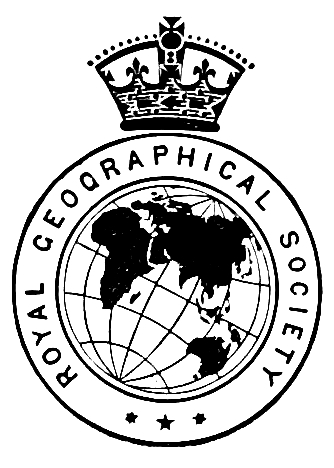
Historisches Logo

Die Royal Geographical Society (RGS; deutsch Königliche Geographische Gesellschaft), heutzutage offiziell Royal Geographical Society (with the Institute of British Geographers), in London ist eine Gelehrtengesellschaft, die sich der Förderung von Forschung und Lehre und der Verbreitung von Wissen zur Geographie verschrieben hat. Die Organisation ist die größte geographische Gesellschaft in Europa und eine der größten der Welt. Gegründet wurde die Organisation im Jahre 1830. Sie ist damit nach der Pariser Société de Géographie und der Gesellschaft für Erdkunde zu Berlin die drittälteste geographische Gesellschaft der Erde.
An die Organisation ist das Institute of British Geographers angeschlossen.
Seit 2018 ist die ehem. britische Staatsministerin Lynda Chalker Präsidentin der Gesellschaft. Von 2009 bis 2012 war der Schauspieler Michael Palin Präsident der Gesellschaft.

## Ziele
Die Gesellschaft beschreibt ihre Aufgabe mit folgenden sechs strategischen Zielen:
- Förderung und Unterstützung geographischer Forschung im Vereinigten Königreich und in Übersee
- Förderung und Stärkung des Ansehens der Geographie in der Schulausbildung und im lebenslangen Lernen
- Beschaffung, Bereithaltung und Verbreitung geographischer Informationen
- Förderung eines breiteren öffentlichen Interesses, Verständnisses und Freude an der Geographie
- Beratung von Regierungen und anderen Ämtern in Bezug auf geographische Angelegenheiten
- Sicherung der anhaltenden Kraft der Gesellschaft und ihrer Mitglieder.

## Mitglieder
Die Mitglieder gliedern sich in zwei Hauptgruppen: Members und Fellows.
Member (ca. 85 Prozent der persönlichen Mitglieder) kann jeder an der Geographie Interessierte werden.
Fellows (ca. 15 Prozent der persönlichen Mitglieder) sind zumeist Akademiker mit einem geographischen oder verwandten Studium. Sie werden auf Vorschlag anderer Fellows wegen ihrer Verdienste oder der Gesellschaft nützlichen Kenntnisse ernannt. Sie sind berechtigt FRGS (Fellow of the Royal Geographical Society) als Namenszusatz hinter ihrem Namen zu führen.
Neben Einzelmitgliedern können auch Schulen, Unternehmen und Organisationen Mitglieder der Gesellschaft werden.

## Forschungsgruppen
Die Vereinigung verfügt aktuell über 28 Forschungsgruppen. Diese vereinen Geographen aus den jeweiligen Teildisziplinen der Geographie und organisieren Seminare, Konferenzen, Workshops etc.
| - Biogeography Research Group (BRG) - British Society for Geomorphology (BSG) - Climate Change Research Group (CCRG) - Coastal and Marine Research Group (CMRG) - Developing Areas Research Group (DARG) - Economic Geography Research Group (EGRG) - Energy Geographies Working Group (EGWG) - Geographies of Children, Youth and Families Research Group (GCYFRG) - Geographical Information Science Research Group (GIScRG) - Geographies of Justice Research Group (GJRG) - Geographies of Religion Spirituality and Faith Working Group (GRSFWG) - Geography of Health Research Group (GHRG) - Geography of Leisure and Tourism Research Group (GLTRG) - Higher Education Research Group (HERG) | - Historical Geography Research Group (HGRG) - History and Philosophy of Geography Research Group (HPGRG) - Participatory Geographies Research Group (PyGyRG) - Planning and Environmental Research Group (PERG) - Political Geography Research Group (PolGRG) - Population Geography Research Group (PopGRG) - Postgraduate Forum (PGF) - Quantitative Methods Research Group (QMRG) - Rural Geography Research Group (RGRG) - Social and Cultural Geography Research Group (SCGRG) - Space Sexualities and Queer Research Group (SSQRG) - Transport Geography Research Group (TGRG) - Urban Geography Research Group (UGRG) - Women and Geography Study Group (WGSG) |

## Auszeichnungen
Die Organisation vergibt zahlreiche Auszeichnungen und Preise.
- Gold Medals
  - Founder’s Medal (seit 1830)
  - Patron’s Medal (seit 1838)
- Victoria Medal (seit 1902)
- Murchison Award (seit 1882)
- Back Award (seit 1882)
- Busk Medal (seit 1975)
- Cuthbert Peek Award (seit 1883)
- Edward Heath Award (seit 1984)
- Cherry Kearton Medal and Award (seit 1967)

## Veröffentlichungen
Die Organisation bzw. das Institute of British Geographers veröffentlichen mehrere renommierte wissenschaftliche Fachzeitschriften. Dies sind: Area, Geographical Magazine, The Geographical Journal und Transactions of the Institute of British Geographers.

## Finanzierte Expeditionen
Zu den Expeditionen, die von der Organisation mitinitiiert bzw. finanziell unterstützt wurden, zählen beispielsweise einige der Antarktis-Expeditionen von Robert Falcon Scott und Ernest Shackleton. In Afrika wurden Expeditionen von David Livingstone, Heinrich Barth, Eduard Vogel, Richard Francis Burton, John Hanning Speke und Henry Morton Stanley unterstützt.